# Love Bites (canción de Judas Priest)
«Love Bites» es una canción de la banda británica de heavy metal Judas Priest, incluida como la quinta pista del álbum Defenders of the Faith de 1984. En el mismo año se publicó como su segundo sencillo a través de Columbia Records.
Fue escrita por Rob Halford, K.K. Downing y Glenn Tipton, cuyas letras tratan sobre el acto de morder o succionar la piel de otra persona, lo que coloquialmente se conoce como chupón o chupetón. Aun así hay otros críticos que afirman que trata sobre un romance entre vampiros.
Para promocionarlo en el mismo año se grabó un vídeo musical que fue dirigido por Keith McMillan. En él se puede apreciar a la banda tocando en vivo sobre el escenario de la gira Metal Conqueror Tour.

## Lista de canciones
| Vinilo de 7" (versión estadounidense y británica) |                                |          |  |
| N.º                                               | Título                         | Duración |  |
| 1.                                                | «Love Bites»                   | 4:47     |  |
| 2.                                                | «Love Bites» (versión editada) | 4:48     |  |

| Vinilo de 7" (edición japonesa) |              |          |  |
| N.º                             | Título       | Duración |  |
| 1.                              | «Love Bites» | 4:47     |  |
| 2.                              | «Jawbreaker» | 3:25     |  |

## Músicos
- Rob Halford: voz
- K.K. Downing: guitarra eléctrica
- Glenn Tipton: guitarra eléctrica
- Ian Hill: bajo
- Dave Holland: batería